# O. J. Mayo
Ovinton J’Anthony „O. J.“ Mayo (* 5. November 1987 in Huntington, West Virginia) ist ein US-amerikanischer Basketballspieler. Bereits nach einem Jahr in der US-Collegeliga NCAA beim Team der USC meldete er sich als so genannter Freshman beim NBA-Draft 2008 an. Die Minnesota Timberwolves sicherten sich mit dem dritten Pick der ersten Runde die Rechte an Mayo. Noch vor Beginn der regulären Saison wurde er zu den Memphis Grizzlies transferiert. Er spielt bevorzugt auf der Position des Shooting Guards, wahlweise aber auch auf der des Point Guards. Seine Stärke ist vor allen Dingen der Wurf aus der Mitteldistanz, aber auch der Drei-Punkte-Wurf und der Zug zum Korb.

## Memphis Grizzlies (2008 bis 2012)
Am 26. Juni 2008 wurde Mayo im Rahmen des NBA-Drafts 2008 von den Minnesota Timberwolves an dritter Stelle gewählt, doch bereits einen Tag später wurde er zusammen mit Marko Jarić, Antoine Walker und Greg Buckner im Austausch für den fünften Pick desselben Drafts Kevin Love, Mike Miller, Brian Cardinal und Jason Collins an die Memphis Grizzlies geschickt. In seiner Rookiesaison konnte er in sieben Spielen 30 oder mehr Punkte erzielen und hatte durchschnittlich Statistiken von 18,5 Punkten und 3,8 Rebounds pro Spiel.
Bei der Wahl zum NBA Rookie of the Year wurde er Zweiter hinter Derrick Rose von den Chicago Bulls. Er wurde in das NBA All-Rookie First Team dieses Jahres berufen. In der folgenden Saison konnte Mayo seine Karrierebestleistung von 40 Punkten in einem Spiel gegen die Denver Nuggets erzielen. Seine durchschnittlichen Werte sanken von 18.5 auf 17,5 Punkte pro Spiel.
Die NBA-Saison 2010–2011 begann für Mayo eher ungünstig. Er kam zu spät zu einem Training am 20. November 2010 und war in eine Schlägerei mit seinem Teamkollegen Tony Allen verwickelt. Im Januar 2011 wurde er der Einnahme eines anabolen Steroids überführt und für zehn Spiele gesperrt. Eigenen Angaben zufolge hatte er unbewusst die Substanz über ein Nahrungsergänzungsmittel zu sich genommen.

## Dallas Mavericks (2012 bis 2013)
Nachdem sein Vertrag in Memphis ausgelaufen war, bekam Mayo verschiedene Angebote aus der gesamten NBA. Er wechselte daraufhin zu den Dallas Mavericks um den deutschen Superstar Dirk Nowitzki. In Dallas erhielt Mayo einen Vertrag über ein Jahr plus Option auf eine zweite Spielzeit. Mayo soll den Abgang der Guards Jason Kidd und Jason Terry kompensieren. Jedoch verpasste Mayo mit den Mavericks den Einzug in die PlayOffs und entschied sich die Mavericks nach einem Jahr wieder zu verlassen.

## Milwaukee Bucks (2013 bis 2016)
Juli 2013 gaben die Milwaukee Bucks die Verpflichtung von Mayo bekannt. Er erhielt in Milwaukee einen Vertrag bis 2016 mit einem Volumen von 24 Millionen US-Dollar. Mayo konnte jedoch die Erwartung im ersten Jahr nicht erfüllen. Er wurde recht schnell auf die Bank verdrängt und erzielte in 52 Spielen, mit 11,7 Punkte, den schlechtesten Wert seit der Saison 2010–11. Die Bucks schlossen die Saison als schlechtestes Team der Liga ab. In der Saison darauf verbesserten sich die Bucks stark. Mayo kam wieder überwiegend von der Bank und erzielte 11,4 Punkte im Schnitt. Mitte 2016 hat er eine mindestens zweijährige Drogensperre von der NBA auferlegt bekommen, die seine Anstellung bei den Bucks vorzeitig beendete. Ein Antrag auf eine Wiederzulassung zur NBA kann frühestens 2018 gestellt werden.

## Weiterer Karriereverlauf
Zwischen April und Juni 2018 spielte Mayo in Puerto Rico für Atléticos de San Germán. Im Oktober 2018 schloss er sich den Dacin Tigers in der Super Basketball League in Taiwan an. In seinem ersten Jahr wurde Mayo auch in das All-Star Game eingeladen. Nach Saisonende wechselte er in die zweite chinesische Liga zu den Hunan Jinjian Miye.